# Cueva de la Pila
La cueva de la Pila fue una cavidad situada en Cuchía, municipio de Miengo, en Cantabria (España) y en ella se encontraron restos que datan de un extenso período de tiempo, desde el Paleolítico, pasando por Epipaleolítico hasta la Edad Media, así como decoración rupestre, aunque se limitaba a manchas rojas.[cita requerida]
Los restos arqueológicos en contexto que se recuperaron incluyen hueso decorado, industria lítica y restos de fauna. Las industrias lítica y ósea se puede situar entre el Magdaleniense superior y el Magdaleniense superior final.
La cueva de la Pila desapareció en 1988 debido a las voladuras y demás trabajos de extracción de la cantera en la que se hallaba. Había sido descubierta en los años 1950 por camineros de la Diputación Provincial.[cita requerida]